# St. Jakob (Geiselhöring)

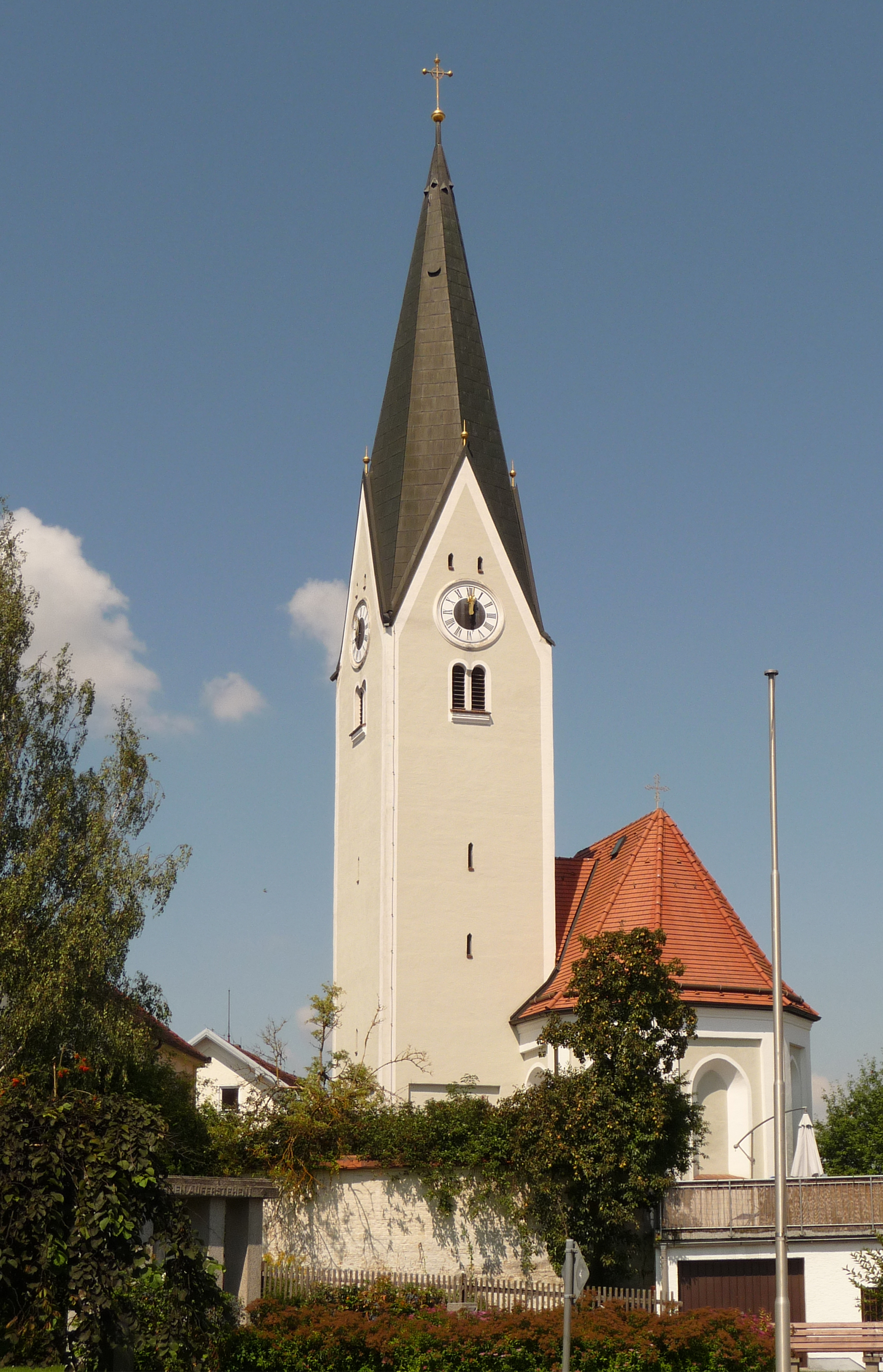
Außenansicht der Linskirche

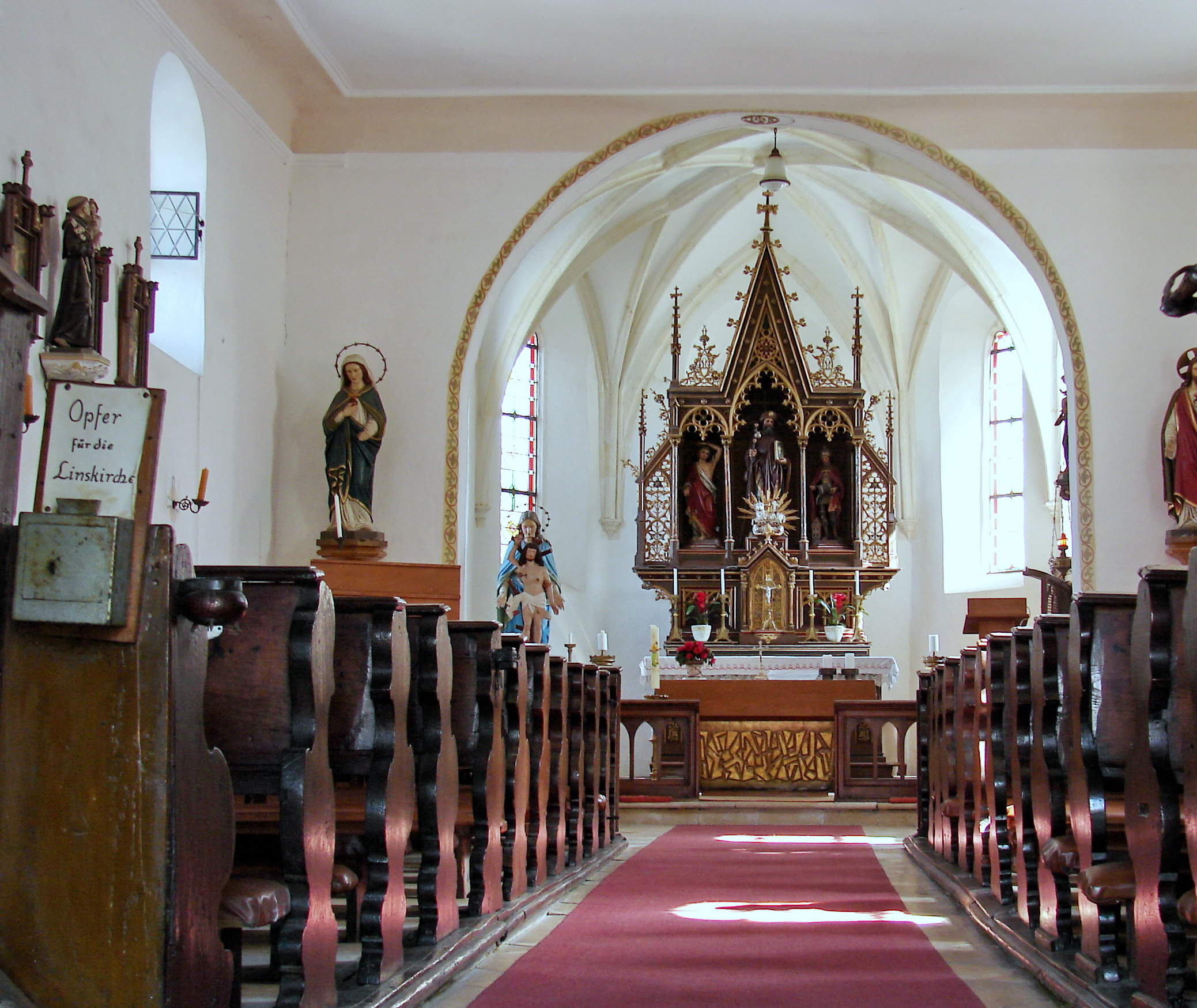
Innenansicht

Die Nebenkirche St. Jakob in der Stadt Geiselhöring im niederbayerischen Landkreis Straubing-Bogen ist eine im Kern romanische Kirche, die später im gotischen und barocken Stil umgebaut wurde. Die sogenannte Linskirche ist das zweite römisch-katholische Gotteshaus in Geiselhöring neben der Pfarrkirche St. Peter und Erasmus und deutlich älter als diese. Sie befindet sich in städtebaulich ausgezeichneter Lage in direkter Verlängerung des Stadtplatzes. Zwei benachbarte Straßenzüge heißen Am Lins und Linsgasse.

## Geschichte
Eine Kirche zu Ehren des Apostels Jakobus d. Ä. an der Stelle der Linskirche ist bereits im Hochmittelalter nachgewiesen. Das Mauerwerk des Langhauses geht im Kern noch auf diese romanische Kirche zurück. Chor und Turm stammen dagegen aus der spätgotischen Epoche. Im Barockzeitalter wurde das Schiff umgestaltet und erhielt seine heutige Form. Eine umfassende Renovierung der Kirche erfolgte im Jahr 1983.

## Beschreibung
Der leicht eingezogene Chor umfasst zwei Joche und einen dreiseitigen Schluss. Er ist mit einem Netzgewölbe ausgestattet. Das flachgedeckte Schiff ist niedriger als das Altarhaus und umfasst ebenfalls zwei Fensterachsen. Der wuchtige spätgotische Turm enthält im Erdgeschoss die mit einem Kreuzrippengewölbe ausgestattete Sakristei. Die Turmfassade schließt auf Höhe des Glockenstuhls auf jeder Seite mit einem Dreiecksgiebel ab. Diese Giebel leiten zu dem für die Kirche charakteristischen Spitzhelm über.
Die Ausstattung stammt größtenteils aus dem 19. Jahrhundert und ist im neugotischen Stil gehalten. Dazu zählt auch die ornamentale Bemalung an den Seitenwänden des Chorraumes, die stellenweise unter der Übertünchung zu erkennen ist. Der neugotische Hochaltar enthält gefasste Holzplastiken der Heiligen Jakobus, Florian und Sebastian. Letztere stammt aus dem späten 16. Jahrhundert. Aus älterer Zeit stammt auch das von zwei Pilastern mit Fialen flankierte spätgotische Sakramentshaus. Das Eisentürchen ist mit Rosetten verziert. Auch ein polygonales Weihwasserbecken stammt aus der Zeit um 1500.